# Seamus Heaney
Seamus Justin Heaney (County Derry (Noord-Ierland), 13 april 1939 – Dublin, 30 augustus 2013) was een Noord-Iers dichter, toneelschrijver, vertaler en in 1995 winnaar van de Nobelprijs voor Literatuur. Hij woonde in Dublin.
In 1963 werd hij leraar Engels aan St. Joseph's College in Belfast. Heaney was professor aan de Harvard University van 1981 tot 1997 en huisdichter van Harvard van 1988 to 2006. Hij was van 1989 tot 1994 'Professor of Poetry' aan de University of Oxford.
Onder leiding van Philip Hobsbaum (1932-2005) volgde hij hier een poëzieworkshop, waarna hij begon met schrijven. Onder het pseudoniem Incertus publiceerde hij werk in de universiteitstijdschriften. In 1966 verscheen zijn eerste werk, Death of a Naturalist, waarvoor hij de E.C. Gregory Award, de Cholmondeley Award (1976), de Somerset Maugham Award (1968) en de Geoffrey Faber Memorial Prize (1968) kreeg.
Hierop volgden honderden publicaties. Zijn tweede werk, Door into the Dark (1969), werd door de Poetry Book Society tot keuze van het jaar uitgeroepen.
In 1995 kreeg Heaney de Nobelprijs voor Literatuur.

## Gedichten in Nederlandse vertaling
- Seamus Heaney: District en circle. Gedichten. Vertaling door Onno Kosters en Han van der Vegt. Amsterdam, Meulenhoff, 2013. ISBN 978-902-908-901-2
- Seamus Heaney: Regio en ring. Gedichten. Vertaling door Hanz Mirck. Amsterdam, Meulenhoff, 2006. ISBN 978-902-908-100-9
- Seamus Heaney: Elektrisch licht, gevolgd door een selectie uit Het eerste koninkrijk. Vertaling door Hanz Mirck en Peter Nijmeijer. Amsterdam, Meulenhoff, 2006. ISBN 90-290-7431-0
- Seamus Heaney: Het eerste koninkrijk. Een keuze uit de gedichten (1966-1996).(Bevat eerdere vertalingen). Vertaald door Peter Nijmeijer. Amsterdam, Meulenhoff, 1996. ISBN 90-290-5076-4
- Seamus Heaney: De genoegdoening van poëzie. Vertaald door Jan Eijkelboom. Amsterdam, Meulenhoff, 1996. ISBN 90-290-5123-X
- Seamus Heaney: Sweeney's waanzin. Vertaald door Jan Eijkelboom. Amsterdam, Meulenhoff, Stedelijk Museum en Toneelgroep Amsterdam, 1994. ISBN 90-290-4717-8
- Seamus Heaney: Vereffeningen. Vertaald door Peter Nijmeijer. Amsterdam, Meulenhoff, 1991. ISBN 90-290-2998-6
- Seamus Heaney: Mistroostig en thuis. Vertaald door Peter Nijmeijer. Utrecht, Kwadraat, 1987. ISBN 90-6481-038-9
- Seamus Heaney: De rugwaartse blik. Vertaald door Peter Nijmeijer. Vianen, Kwadraat, 1981. (Bijzondere uitgave ter gelegenheid van het afscheid van Geert Lubberhuizen van De Bezige Bij. Geen ISBN)

## Gepubliceerde poëzie
- Eleven Poems (1965)
- Death of a Naturalist (1966)
- Door into the Dark (1969)
- Wintering Out (1972)
- Stations (1975)
- North (1975)
- Field Work (1979)
- Selected Poems 1965-1975 (1980)
- Station Island (1984)
- The Haw Lantern (1987)
- Follower (1989)
- New Selected Poems 1966-1987 (1990)
- Seeing Things (1991)
- The Spirit Level (1996)
- Opened Ground: Poems 1966-1996 (1998)
- Electric Light (2001)
- District and Circle (2006)
- Human Chain (2010)

- Bibsys: 90057783
- Biblioteca Nacional de Chile: 000319055
- Biblioteca Nacional de España: XX877721
- Bibliothèque nationale de France: cb120378139 (data)
- Catàleg d'autoritats de noms i títols de Catalunya: 981058522488406706
- CiNii: DA02220052
- Digitale Bibliotheek voor de Nederlandse Letteren: hean001
- Gemeinsame Normdatei: 118547410
- International Standard Name Identifier: 0000 0001 2321 5547
- Library of Congress Control Number: n79099140
- Nationale Bibliotheek van Letland: 000002487
- MusicBrainz: c867c229-53a9-447e-8191-9cbccd4a827d
- Bibliotheek van het Japanse parlement: 00474775
- Nationale Bibliotheek van Tsjechië: jn19990003287
- Nationale bibliotheek van Australië: 36170680
- Nationale Bibliotheek van Israël: 987007262445205171
- Nationale Bibliotheek van Polen: a0000001182580
- Nationale en Universitaire bibliotheek Zagreb: 000074350
- Nederlandse Thesaurus van Auteursnamen: 069580820
- Russische Staatsbibliotheek: 000044205
- Istituto Centrale per il Catalogo Unico: RAVV080075
- LIBRIS: 208744
- SNAC: w6kb41h6
- Système universitaire de documentation: 028568338
- Trove: 1223559
- Virtual International Authority File: 109557338
- WorldCat: E39PBJkHtXMrXFv4B4RT6mc3wC

1901: Prudhomme ·
1902: Mommsen ·
1903: Bjørnson ·
1904: Mistral, Echegaray ·
1905: Sienkiewicz ·
1906: Carducci ·
1907: Kipling ·
1908: Eucken ·
1909: Lagerlöf ·
1910: Heyse ·
1911: Maeterlinck ·
1912: Hauptmann ·
1913: Tagore ·
1915: Rolland ·
1916: Heidenstam ·
1917: Gjellerup, Pontoppidan ·
1919: Spitteler ·
1920: Hamsun ·
1921: France ·
1922: Benavente ·
1923: Yeats ·
1924: Reymont ·
1925: Shaw ·
1926: Deledda ·
1927: Bergson ·
1928: Undset ·
1929: Mann ·
1930: Lewis ·
1931: Karlfeldt ·
1932: Galsworthy ·
1933: Boenin ·
1934: Pirandello ·
1936: O'Neill ·
1937: Gard ·
1938: Buck ·
1939: Sillanpää ·
1944: Jensen ·
1945: Mistral ·
1946: Hesse ·
1947: Gide ·
1948: Eliot ·
1949: Faulkner ·
1950: Russell ·
1951: Lagerkvist ·
1952: Mauriac ·
1953: Churchill ·
1954: Hemingway ·
1955: Laxness ·
1956: Jiménez ·
1957: Camus ·
1958: Pasternak ·
1959: Quasimodo ·
1960: Perse ·
1961: Andrić ·
1962: Steinbeck ·
1963: Seferis ·
1964: Sartre (geweigerd) ·
1965: Sjolochov ·
1966: Agnon, Sachs ·
1967: Asturias ·
1968: Kawabata ·
1969: Beckett ·
1970: Solzjenitsyn ·
1971: Neruda ·
1972: Böll ·
1973: White ·
1974: Johnson, Martinson ·
1975: Montale ·
1976: Bellow ·
1977: Aleixandre ·
1978: Singer ·
1979: Elýtis ·
1980: Miłosz ·
1981: Canetti ·
1982: García Márquez ·
1983: Golding ·
1984: Seifert ·
1985: Simon ·
1986: Soyinka ·
1987: Brodsky ·
1988: Mahfoez ·
1989: Cela ·
1990: Paz ·
1991: Gordimer ·
1992: Walcott ·
1993: Morrison ·
1994: Oë ·
1995: Heaney ·
1996: Szymborska ·
1997: Fo ·
1998: Saramago ·
1999: Grass ·
2000: Gao ·
2001: Naipaul ·
2002: Kertész ·
2003: Coetzee ·
2004: Jelinek ·
2005: Pinter ·
2006: Pamuk ·
2007: Lessing ·
2008: Le Clézio ·
2009: Müller ·
2010: Vargas Llosa ·
2011: Tranströmer ·
2012: Mo ·
2013: Munro ·
2014: Modiano ·
2015: Aleksijevitsj ·
2016: Dylan ·
2017: Ishiguro ·
2018: Tokarczuk ·
2019: Handke ·
2020: Glück ·
2021: Gurnah ·
2022: Ernaux ·
2023: Fosse ·
2024: Kang ·